# Districte de Beaune
El Districte de Beaune és un dels tres districtes del departament de la Costa d'Or, a la regió de Borgonya-Franc Comtat. Té 10 cantons i 194 municipis. El cap del districte és la sotsprefectura de Beaune. Te una extensió de 2.359 Km2 i una població de 109.350 habitants segons cens de 2022.

## Cantons
cantó d'Arnay-le-Duc - cantó de Beaune-Nord - cantó de Beaune-Sud - cantó de Bligny-sur-Ouche - cantó de Liernais - cantó de Nolay - cantó de Nuits-Saint-Georges - cantó de Pouilly-en-Auxois - cantó de Saint-Jean-de-Losne - cantó de Seurre